# 19618 Maša
19618 Maša là một tiểu hành tinh vành đai chính với chu kỳ quỹ đạo là 1316.0563888 ngày (3.60 năm).
Nó được phát hiện ngày 11 tháng 8 năm 1999 bởi Jure Škvarč ở Črni Vrh Observatory. Tiểu hành tinh đặt tên theo Maša Kandušer, thuộc University of Ljubljana, Slovenia.